# Tygr v tradiční čínské medicíně
Tygří části jsou v tradiční čínské medicíně využívány od nepaměti. V posledních desetiletích se však ilegální obchod s těmito částmi, a s ním spojené pytlačení, stalo jedním z faktorů pro prudký pokles tygří populace.

## Části a jejich údajné léčebné účinky
Každé části tygra je přiřknuta jiná léčebná vlastnost:
- drápy: používány při nespavosti[1]

- zuby: používány k léčbě horečky[1]

- tuk: používán k léčbě lepry a revmatismu[1]
- kůže z nosu: používána k léčbě povrchových ran, např. kousnutí
- kost: používána jako protizánětlivý lék k léčbě revmatismu a artritidy, celkové slabosti, bolesti hlavy, ztuhlosti nebo paralýze v dolní části zad a nohou či úplavici[1]
- oční bulva: používána k léčbě epilepsie a malárie[1]
- ocas: používána k léčbě kožních onemocnění[1]
- žluč: používána k léčbě křečí u dětí spojených s meningitidou[1]
- vousky: používány k léčbě bolesti zubů[1]
- mozek: používán k léčbě lenosti a pupínků[1]
- penis: používán v tzv. "lektvarech lásky", jakým je např. tygří polévka, jako afrodiziakum[1]
- výkaly: používány k léčbě vředů, hemoroidů a léčbě alkoholismu.[1]

### Ilegální obchodování

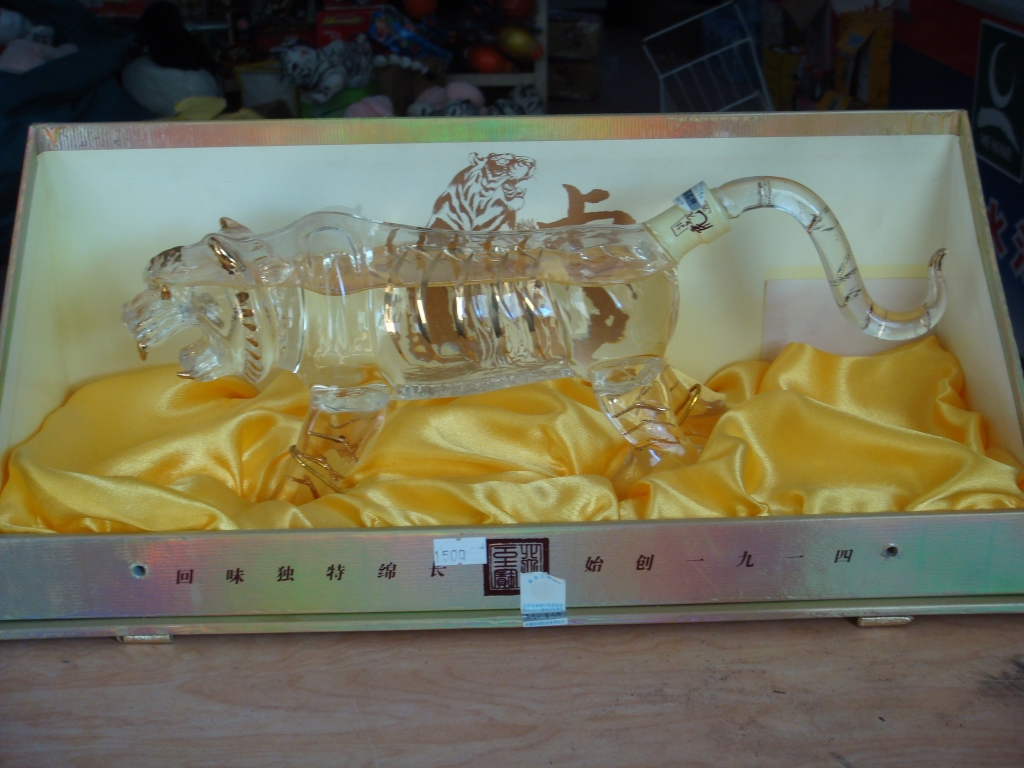
Tiger bone wine

Obchod s díly těl divokých zvířat, který v celosvětovém měřítku ročně vynáší téměř 6 miliard dolarů, je třetím nejlukrativnějším na nelegálním trhu, hned za obchodem s drogami a zbraněmi. Přibližně 60 % Číňanů a nejméně 10 milionů Američanů v současnosti podporuje užívání tygřích částí pro léčebné účely. Velká Británie, Japonsko, Tchaj-wan, Jižní Korea, Vietnam a další národy jsou také zapojeny do obchodu s tygry, přičemž Hongkong představuje téměř polovinu celkového trhu. Sada tygřích očí může v těchto zemích vyjít na zhruba 170 amerických dolarů. Kost lze zakoupit ve formě prášku za 64 až 168 dolarů nebo je nakládána do alkoholu. Tímto procesem vzniká tygří víno, o kterém se uvádí, že jeho cena přesahuje 30 000 dolarů za kus. Cenněná kožešina může stát až 20 000 dolarů. Právě kvůli ilegálnímu obchodu mají tygři často větší hodnotu mrtví, než živí. Nejméně 100 tygrů ročně zemře v důsledku pytláctví, přičemž podle některých odhadů je počet obětí až jedno zvíře denně.

## Stav v Číně
Tygří kost byla  v 80. letech vyřazena z Čínského lékopisu a byla vynaložena snaha na šíření povědomí mezi čínskou veřejností. Čína uvedla v platnost vnitrostátní zákon zakazující obchod s tygřími kostmi (pouze kostmi) a je signatářem Úmluvy o mezinárodním obchodu s ohroženými druhy (CITES), která zakazuje mezinárodní obchod s tygřími částmi. Existují však právní „šedé“ zóny, z nichž nejzávažnější je povolený chov v zajetí. Což má za výsledek, že dnes má Čína více než 6 000 tygrů chovaných v zajetí, kteří žijí na tygřích farmách.